# 바르구진강

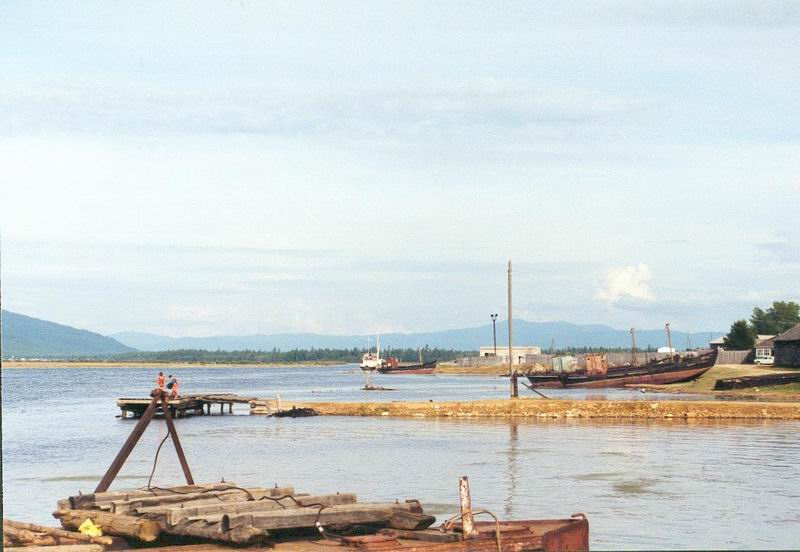

바르구진강(러시아어: Баргузин)은 부랴트 공화국에 위치한 강으로 길이는 480 km이다. 이 강은 바이칼호에서 가장 깊은 만인 바르구진만으로 흘러들어간다.
바르구진강은 베르흐냐야안가라강, 셀렝가강과 함께 바이칼호로 3번째로 들어가는 강이다.

## 바르구진스카야 유역
바르구진강의 중류 지역에 바르구진스카야 유역 (Баргузинская котловина)이 있는데 길이는 200 km에, 면적은 35 km이다. 바르구진산맥과 이카트산맥 사이에 위치해 있다.